# Stripped (альбом The Rolling Stones)
Stripped — концертный альбом британской рок-группы The Rolling Stones, выпущенный в ноябре 1995 года и содержащий материалы записанные во время турне Voodoo Lounge Tour. Альбом представляет собой смесь композиций записанных на небольших концертных площадках по всей Европе и акустические студийные версии песен из их предыдущих пластинок коллектива, а также две новые кавер-версии: «Little Baby» Вилли Диксона и «Like a Rolling Stone» Боба Дилана. Студийные версии композиций были записаны без применения овердаббинга.

## История создания
Две студийные сессии группы состоялись 3 — 5 марта 1995 года в Токио и 23 — 26 июля в Лиссабоне, в свою очередь концертный материал был записан 26 и 27 мая, а также 3 и 19 июля на трёх небольших концертных площадках в европейских городах: Paradiso (Амстердам), Olympia (Париж) и Brixton Academy (Лондон), соответственно.
Некоторые CD-версии Stripped включали дополнительные материалы, которые можно было просмотреть на компьютере: видео с репетициями песен «Tumbling Dice» и «Shattered», а также альтернативное исполнение композиции «Like a Rolling Stone» и интервью с Миком Джаггером, Китом Ричардсом, Чарли Уоттсом и Ронни Вудом.
Альбом был хорошо принят музыкальными критиками — добравшись до 9-й строчки в национальных чартах Великобритании и США, отметившись «золотой» и «платиновой» сертификацией в этих странах, соответственно. Ведущий сингл пластинки, кавер-версия на песню Дилана «Like a Rolling Stone», достиг 12-й позиции в хит-параде Великобритании, также став хитом на рок-радио в Штатах. 11 марта 1996 года был выпущен ещё один сингл альбома — «Wild Horses».
Stripped стал вторым альбомом The Rolling Stones выпущенным в сотрудничестве с лейблом Virgin Records. Обложка альбома была снята фотографом Антоном Корбейном.

## Totally Stripped
3 июня 2016 года состоялся релиз расширенного издания альбома Stripped, которое включало документальный фильм об этом проекте. Переиздание было выпущено в нескольких форматах: на отдельных дисках (DVD и Blu-ray), а также DVD/Blu-ray и CD (с оригинальным альбомом) и DVD/Blu-ray и LP (с оригинальным альбомом) бонусом к которым шёл дополнительный CD или 2 LP с концертным материалом (не выпускавшимися на оригинальном альбоме). Ограниченная версия переиздания с пятью DVD дисками также содержала три концерта The Rolling Stones записанных в Paradiso, Olympia и Brixton Academy, соответственно.

## Список композиций
Все композиции написаны Миком Джаггером и Китом Ричардсом, за исключением отмеченных.
1. «Street Fighting Man» — 3:41 (записана в Paradiso (Амстердам), 26 мая 1995)
2. «Like a Rolling Stone» (Боб Дилан) — 5:39 (записана в Brixton Academy (Лондон), 19 July 1995)
3. «Not Fade Away» (Норман Петти[англ.]/Бадди Холли) — 3:06 (записана на студии Estudios Valentim De Carvalho, Лиссабон, Июль 1995)
4. «Shine a Light» — 4:38 (записана в Olympia (Париж), 3 июля 1995)
5. «The Spider and the Fly» — 3:29 (записана на студии Toshiba-EMI Studios, Токио, Март 1995)
6. «I’m Free» — 3:13 (записана на студии Estudios Valentim De Carvalho, Лиссабон, Июль 1995)
7. «Wild Horses» — 5:09 (записана на студии Toshiba-EMI Studios, Токио, Март 1995)
8. «Let It Bleed» — 4:15 (записана в Olympia (Париж), 3 июля 1995)
9. «Dead Flowers» — 4:13 (записана в Brixton Academy (Лондон), 19 июля 1995)
10. «Slipping Away» — 4:55 (записана на студии Toshiba-EMI Studios, Токио, Март 1995)
11. «Angie» — 3:29 (записана в Olympia (Париж), 3 июля 1995)
12. «Love in Vain» (Роберт Джонсон) — 5:31 (записана на студии Toshiba-EMI Studios, Токио, Март 1995)
13. «Sweet Virginia» — 4:16 (записана на студии Estudios Valentim De Carvalho, Лисабон, Июль 1995)
14. «Little Baby» (Влили Диксон) — 4:00 (записана на студии Toshiba-EMI Studios, Токио, Март 1995)

Впоследствии на других релизах был выпущен материал также записанный в этот период.
1. «Honest I Do» (Как часть саундтрека к фильму «Hope Floats») (записана на студии Toshiba-EMI Studios, Токио, Март 1995)
2. «All Down the Line» (Би-сайд сингла «Like a Rolling Stone») (записана в Paradiso (Амстердам), 27 мая 1995)
3. «Black Limousine» (Би-сайд сингла «Like a Rolling Stone») (записана в Brixton Academy (Лондон), 19 июля 1995)
4. «Gimme Shelter» (Би-сайд сингла «Wild Horses») (записана в Paradiso (Амстердам), 26 мая 1995)
5. «Tumbling Dice» (Би-сайд сингла «Wild Horses») (предконцертные репетиции в Амстердаме 26 или 27 мая 1995; концертное исполнение в Olympia (Париж), 3 июля 1995)
6. «Live with Me» (Би-сайд сингла «Wild Horses») (записана в Brixton Academy (Лондон), 19 июля 1995)
7. «It’s All Over Now» (Цифровая дистрибуция) (записана в Paradiso (Амстердам), 27 мая 1995)

Среди другого записанного, но невыпущенного официального материала фигурируют переделанные в студии версии песен: «Let’s Spend the Night Together», «No Expectations», «Beast of Burden», «Memory Motel» и «Let It Bleed».

## Участники записи
| The Rolling Stones - Мик Джаггер — ведущий вокал, губная гармоника, гитара, маракасы на «Not Fade Away» - Кит Ричардс — гитара, бэк-вокал; ведущий вокал на «Slipping Away» - Ронни Вуд — гитара, слайд-гитара - Чарли Уоттс — ударные | Дополнительные музыканты - Дэррил Джонс — бас-гитара, бэк-вокал на «Slipping Away» - Чак Ливелл — клавишные, бэк-вокал - Лиза Фишер — бэк-вокал - Бернард Фоулер — бэк-вокал, перкуссия - Бобби Киз — саксофон - Майкл Дэвис — тромбон - Кент Смит — труба - Энди Снайцер — саксофон - Дон Уоз — орга́н Хаммонда на «Shine a Light» |

## Чарты
| Чарт                              | Высшая позиция |
| --------------------------------- | -------------- |
| Australian ARIA Album Chart       | 7              |
| Austrian Albums Chart             | 2              |
| Belgian Albums Chart (Flanders)   | 6              |
| Belgian Albums Chart (Wallonia)   | 6              |
| Canadian RPM Albums Chart         | 1              |
| Dutch Albums Chart                | 2              |
| Finnish Albums Chart              | 5              |
| French SNEP Albums Chart          | 2              |
| German Media Control Albums Chart | 3              |
| Italian Albums Chart              | 7              |
| Japanese Oricon Albums Chart      | 12             |
| New Zealand Albums Chart          | 23             |
| Norwegian Albums Chart            | 1              |
| Swedish Albums Chart              | 1              |
| Swiss Albums Chart                | 3              |
| UK Albums Chart                   | 9              |
| US Billboard 200                  | 9              |

| Чарт (1995)           | Позиция |
| --------------------- | ------- |
| Canadian Albums Chart | 92      |
| French Albums Chart   | 67      |
| Italian Albums Chart  | 47      |
| Чарт (1996)           | Позиция |
| Canadian Albums Chart | 65      |
| German Albums Chart   | 78      |
| US Billboard 200      | 97      |

## Сертификация
| Регион                                                      | Сертификация | Продажи    |
| ----------------------------------------------------------- | ------------ | ---------- |
| Австрия (IFPI Austria)                                      | Золотой      | 25 000*    |
| Бельгия (BEA)                                               | Золотой      | 25 000*    |
| Франция (SNEP)                                              | 2× Золотой   | 225,100    |
| Германия (BVMI)                                             | Золотой      | 250 000^   |
| Япония (RIAJ)                                               | Золотой      | 129,600    |
| Нидерланды (NVPI)                                           | Золотой      | 50 000^    |
| Норвегия (IFPI Norway)                                      | Платиновый   | 50 000*    |
| Испания (PROMUSICAE)                                        | Золотой      | 50 000^    |
| Великобритания (BPI)                                        | Золотой      | 100 000^   |
| США (RIAA)                                                  | Платиновый   | 1 000 000^ |
| Итого                                                       |              |            |
| Европа (IFPI)                                               | Платиновый   | 1 000 000* |
| ^ Данные о тиражах приведены только на основе сертификации. |              |            |